# Santo el enmascarado de plata vs. los villanos del ring
Santo contra los villanos del ring es una película de acción y aventura mexicana de 1966, dirigida por Alfredo B. Crevenna y protagonizada por El Santo, Wolf Ruvinskis, Silvia Fournier y Graciela Lara.

## Reparto
- El Santo como Santo (Santo el Enmascarado de Plata)
- Wolf Ruvinskis como Rodolfo Labra
- Silvia Fournier como María Elena Ramos
- Graciela Lara como Rebeca Ortega
- Eduardo Bonada como Fernando
- Jean Safont como Safont
- Dick Medrano como Dick
- Ray Mendoza como Mendoza
- Beny Galán como Galán
- Ignacio Gómez como Wrestler (as El Nazi)
- Ham Leeb como Wrestler
- Ramiro Orci como Matón
- Francisco Jambrina como Francisco Iglesias
- Consuelo Frank como Doña Teresa Ramos
- Carlos Nieto como Doctor
- Roberto Araya como Sergio
- Marco Antonio Arzate como Matón
- Enrique Cardenas
- Ada Carrasco como Maquilladora (no acreditada)
- Ángel Fernández como Anunciador (no acreditado)
- Rosa Furman como Mujer en una sesión (no acreditada)
- Pedro Mago Septien como Anunciador (no acreditado)
- Antonio Padilla 'Pícoro' como Anunciador (no acreditado)